# Lingua glaciale Drygalski
La lingua glaciale Drygalski (in inglese Drygalski Ice Tongue, conosciuta anche come barriera Drygalski, Drygalski Barrier) è una lingua glaciale nella terra della regina Victoria in Antartide. Localizzata ad una latitudine di 75° 24′ S ed una longitudine di 163° 30′ E, la lingua si protrae dal ghiacciaio David (una vallata delle montagne del principe Albert), estendendosi nel mare con una larghezza variabile dai 14 ai 24 chilometri. La località si trova nella parte settentrionale del canale McMurdo a 240 chilometri a nord dell'isola di Ross.
Si stima che la lingua glaciale Drygalski sia vecchia di almeno 4 000 anni.

## Storia
La lingua glaciale venne scoperta dal capitano Robert Falcon Scott durante la spedizione Discovery del 1901-04 ed intitolata a Erich von Drygalski, un esploratore tedesco anch'egli all'epoca impegnato in Antartide.
Nel marzo-aprile 2005 un iceberg chiamato B-15A della superficie di 3 000  km² si scontrò con la lingua Drygalski spezzandosi in due. L'iceberg era quello che restava del B-15, che si era staccato dalla barriera di Ross nel 2000.
Alla fine di marzo 2006 un altro iceberg preveniente dalla barriera di Ross e chiamato C-16 si scontra con la lingua glaciale Drygalski.